# Piat Joseph Sauvage
Piat Joseph Sauvage (Tournai, 1744 – 1818) è stato un pittore francese.

## Biografia

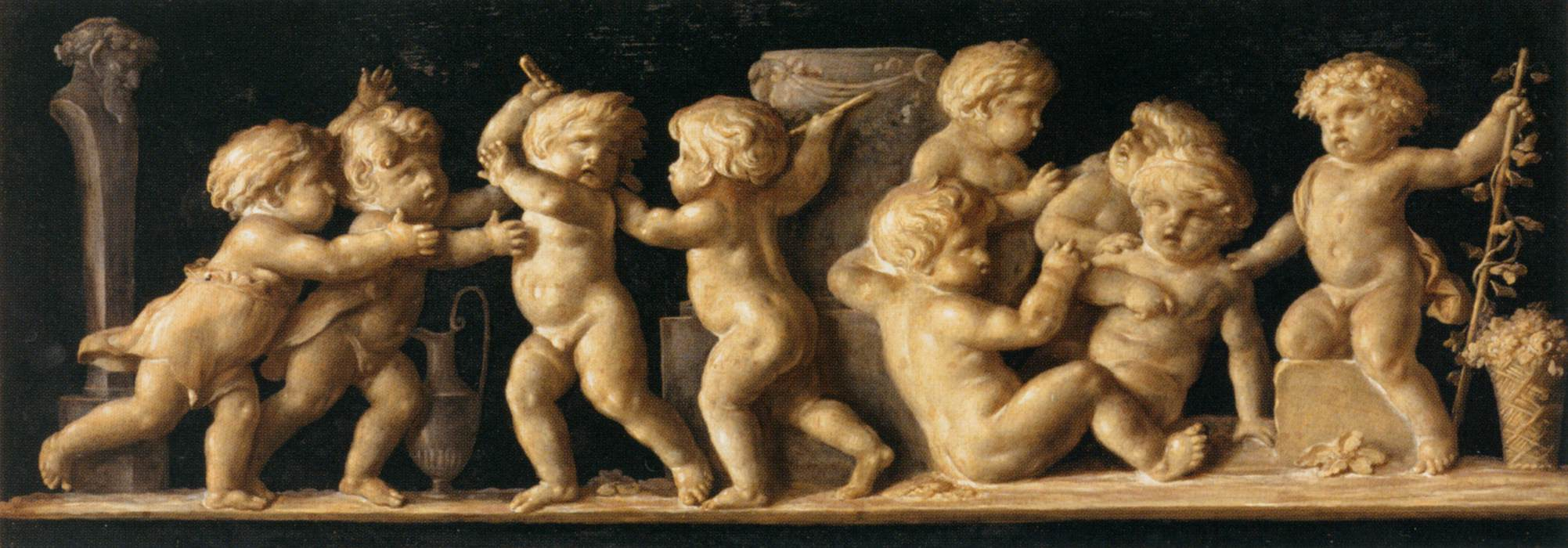
Bacchanalia di bambini, Louvre, Parigi

Fu principalmente un decoratore, che era influenzato dai dipinti illusionisti di Jacob de Wit. Eseguì grisailles nella sua città natale, di cui alcune si trovano ora al locale Museo di Belle Arti. Le sue decorazioni ornarono le dimore reali della regione parigina, come a Compiègne e per alcune chiese di provincia: tra queste opere si ricordano i Tre angeli, ora al Museo di Belle Arti di Orléans.
Venne accolto nell'Accademia nel 1783.
Le sue opere si trovano in vari musei francesi, particolarmente al Musée des Beaux-Arts di Bordeaux, ma anche al Metropolitan Museum of Art di New York, tra cui vi sono Venere e Cupido e il Trionfo di Bacco.